# 華僑報徳善堂

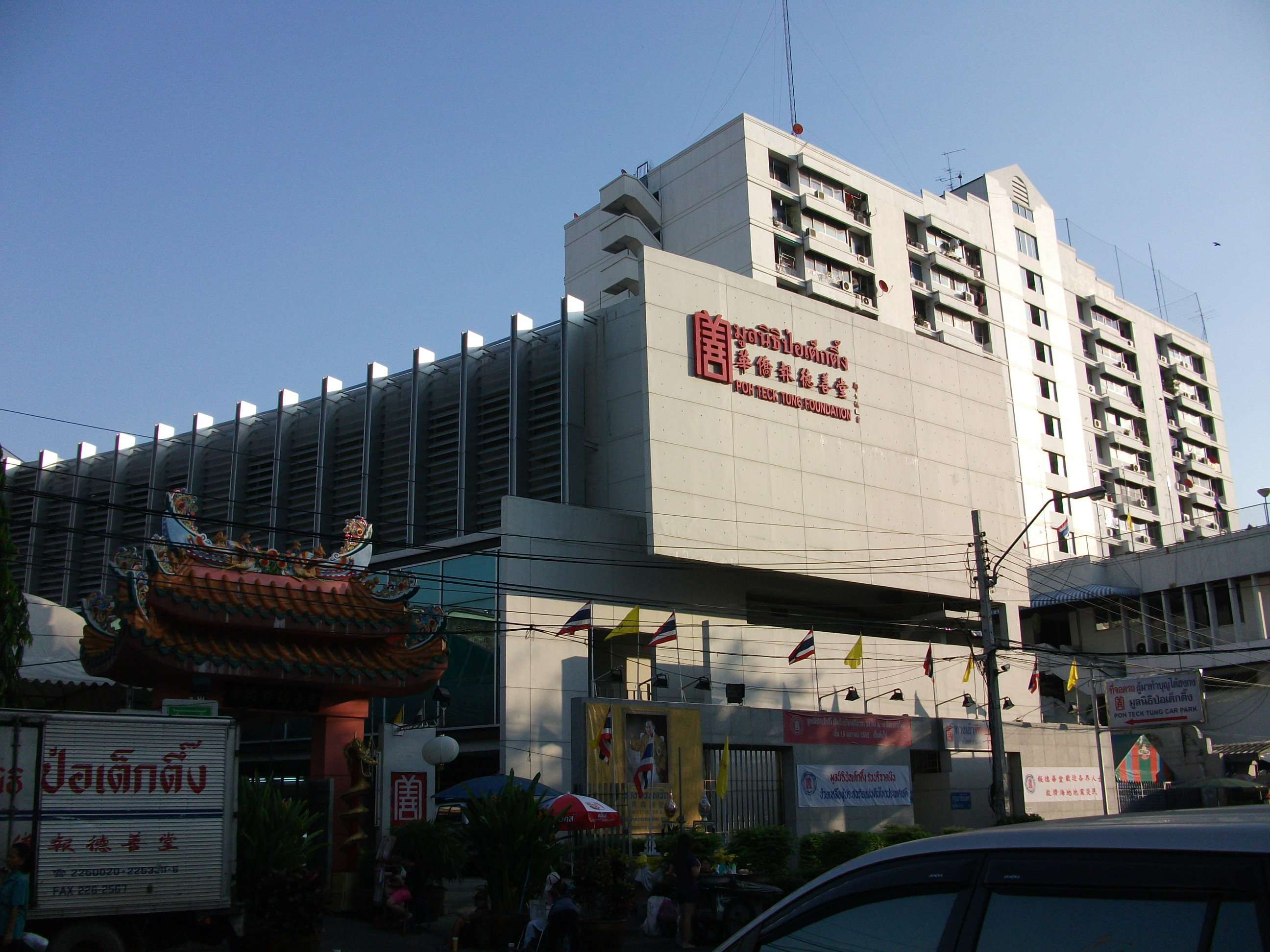
華僑報徳善堂

華僑報徳善堂 (かきょうほうとくぜんどう、タイ語: มูลนิธิป่อเต็กตึ๊ง、英語: Poh Teck Tung Foundation）は、タイ王国の華人慈善宗教団体。バンコクおよび地方都市圏に展開する民間レスキュー組織をもっていることで知られる。1936年に創設。「報徳善堂」とも記述される。

## 概要
華僑報徳善堂は、タイ王国の潮州華人が創設した慈善団体であり、清朝末期の中国で大峯祖師信仰をもとに発展した慈善団体である「善堂」の流れを汲むものである。タイにおいては民間レスキューとして知られ、バンコクおよび地方都市圏で遺体回収、傷病者の病院搬送、災害救命活動を行っている。事故現場にいち早くたどり着き、救援活動行う。バンコクには同種の民間レスキューが数社あり、縄張りを争いも起きている。本団体は徳教会、仏教衆明慈善聯合会、蓬莱逍閣と合わせてタイの華人の「四大慈善団体」と呼ばれている。
善堂一般に関しては、善堂を参照のこと。

## 歴史
潮州華僑により、東南アジア初の善堂としてバンコクで設立。1896年に華僑の馬潤が大峯祖師像を潮州から移設。1910年、「報徳堂」建立。1936年慈善団体として発足。翌1937年政府に団体登録を行った。

## 所在地
バンコク ポーンプラープ区 ジャオカムロップバンポップ通り-パラップパラーチャイ通り 326（326 ถนนเจ้าคำรพบรรจบกับถนนพลับพลาไชย แขวงป้อมปราบฯ กรุงเทพ 10100）

## レスキュー組織
レスキューチーム（หน่วยกู้ภัย）が組織されており、無線により連絡を受け、以下の活動を行っている。
1. 事故の際の遺体回収、警察病院、遺体安置所への移送
2. 捜査後の遺体の荼毘、埋葬
3. 事件現場の保全
4. 被災者への手助け
5. 救急車による傷病者の病院搬送

チーム機材として、救急車、水難救助用ボート、消火用の簡易放水車などを持っている。
また、1989年からクルンテープラジオ局（ศูนย์วิทยุกรุงเทพ）を設置し、24時間の受付と無線受送信をしてボランティア指揮している。

## 関連組織
- 報徳堂 （バンコク・ヤワラート）
- レスキューチーム
- 華僑崇聖大学
- 華文師範学院
- 華僑病院
- 華僑病院付属華僑中医院

## 華人系慈善団体連合体
1952年におきたチャイナタウン大火災の後に創設された「華僑報徳善堂曁各僑団報社聯合救災機構」があり、およそ50団体が加盟している。スマトラ沖地震の際に活躍した。さらに「泰南十四府聯合救災機構」も存在し、バンコクの華僑報徳善堂と協力関係にある。

## 関連事項
- 泰国義徳善堂
- サヤーム・ルワム・ヂャイ（泰國聯心善堂）